# Åke Andersson (pilote)
Åke Andersson, dit Bryggarn, né le 16 septembre 1940 et mort le 12 mai 2018, est un ancien pilote de rallyes suédois des années 1960.
Sa carrière en compétition cessa définitivement en 1993, pour un ultime rallye de Suède, à 53 ans (terminant encore 19e, avec Åke Gustavsson).

## Palmarès
- Vainqueur du 17e Rallye de Suède, en 1966 sur Saab 96 Sport (copilote Sven-Olof Svedberg);
- Triple vainqueur du Gulf London Rally, en 1966 sur Saab 96 Sport (copilote Sven-Olof Svedberg), 1967 sur Porsche 911 (copilote S-O. Svedberg), et 1968 sur Porsche 911L (copilote S-O. Svedberg);
- Rallye Riihimäki, en 1967 sur Saab V4 (copilote Torsten Åman);
- Rallye Bore, en 1968 sur Porsche 911 L (copilote S-O Svedberg)[2];
  - 2e du rallye de Suède en 1965;
  - 2e des Quatre-Vingt-Quatre Heures du Nürburgring en 1970 (avec Björn Waldegård et Guy Chasseuil, sur VW-Porsche 914/6[3]);
  - 4e du rallye de l'Acropole en 1965 (copilote Gunnar Palm);
  - 10e du RAC rally de Grande-Bretagne en 1965 (copilote Torsten Ahman);
  - 11e du rallye des 1000 lacs en 1966 (copilote Sven-Olof Svedberg).